# Battaglia di Rabaul (1942)
La battaglia di Rabaul fu combattuta tra gli Alleati e l'Impero giapponese per il controllo della città portuale di Rabaul. Situata all'estremità settentrionale della penisola Gazelle, nell'isola di Nuova Britannia (oggi Papua Nuova Guinea), faceva parte nel 1942 dei Territori della Nuova Guinea. Fu occupata dalle truppe giapponesi nel gennaio-febbraio 1942 durante la seconda guerra mondiale, nel quadro della loro offensiva nel Pacifico sud-occidentale.
Rappresentò una sconfitta strategicamente molto rilevante per gli Alleati. I giapponesi fecero di Rabaul la loro principale base aerea e navale di tutto il settore del Pacifico Sud-occidentale. Da qui partirono le loro offensive in direzione sud-ovest, verso Nuova Guinea e Australia, e in direzione sud-est, verso le Isole Salomone

## Le forze in campo
La guarnigione australiana della Nuova Britannia, forte di circa 1,400 uomini e conosciuta come Lark Force, era comandata dal tenente colonnello John Scanlan. Era incentrata sui 716 uomini del 22º Battaglione della Australian Imperial Force (AIF), un corpo di volontari mobilitati allo scoppiare della guerra, e sui Fucilieri Volontari della Nuova Guinea (New Guinea Volunteer Rifles), una milizia locale composta dai coloni bianchi di quelle terre. Ne facevano inoltre parte una batteria di artiglieria costiera, una batteria contraerea, una batteria controcarro e un distaccamento del 10º ospedale da campo (sempre della AIF).
La forza più consistente era dislocata nei pressi di Rabaul, a protezione di Vunakanau, il principale aeroporto della Royal Australian Air Force sull'isola, e del vicino idroscalo di Simpson Harbour.
Il contingente della RAAF, comandato dal maggiore (Squadron leader nella gerarchia britannica) John Lerew, aveva tuttavia una modesta capacità operativa, essendo costituito infatti da appena 10 addestratori armati CAC Wirraway e da quattro bombardieri leggeri Lockheed Hudson del 24º Gruppo (Squadron).
Infine, un reparto di commando della 1ª Compagnia Indipendente, forte di 140 uomini, era di guarnigione nella vicina isola di Nuova Irlanda.
La forza d'attacco giapponese era costituita da un gruppo a livello brigata basato sulla 55ª Divisione. Si trattava di truppe facenti parte della Quarta Flotta giapponese, un'unità combinata con reparti navali, terrestri ed aerei, che era già stata impiegata per l'occupazione delle Isole di Wake, Guam e Isole Gilbert, comandata dall'Ammiraglio di squadra Shigeyoshi Inoue.
La forza di invasione vera e propria era invece comandata dal generale di divisione Tomitaro Horii. La principale pedina operativa era il 144º Reggimento fanteria (su tre battaglioni), rinforzato da qualche plotone del 55º Reggimento cavalleria, un Gruppo del 55º Reggimento artiglieria da montagna e una compagnia del 55º Reggimento genio.

## La battaglia
Nel gennaio 1942, Rabaul fu pesantemente colpita dagli attacchi aerei giapponesi, senza che le modeste forze della RAAF potessero opporsi. Il 21 gennaio 8 Wirraway attaccarono una formazione di 109 apparecchi giapponesi; tre velivoli australiani furono abbattuti, due compirono atterraggi di emergenza e un altro fu danneggiato, mentre un solo bombardiere giapponese fu abbattuto, tra l'altro dal fuoco della contraerea. I continui attacchi aerei distrussero la poca artiglieria disponibile, e la fanteria australiana si dovette ritirare dalla stessa Rabaul. Un idrovolante della RAAF segnalò la flotta giapponese in avvicinamento, prima di essere a sua volta abbattuto.
Il 22 gennaio i giapponesi sbarcarono in Nuova Irlanda, e occuparono la principale città di Kavieng senza incontrare resistenza. I commando australiani, erroneamente suddivisi in piccoli gruppi, non poterono opporre alcuna seria resistenza.
Il 23 gennaio 1942, alle 2:45, i giapponesi iniziarono lo sbarco in Nuova Britannia. Il 3º battaglione del 144º fanteria incontrò una dura resistenza da parte di una compagnia mista di AIF e miliziani locali a Vulcan Beach. Tuttavia,  a causa dell'esiguo numero dei difensori australiani, il grosso della Quarta Flotta giapponese poté sbarcare indisturbato nei punti più isolati. Con la situazione ormai compromessa, Scanlan diede l'ordine "ognuno per sé", e i soldati e civili australiani si divisero in piccoli gruppi e si ritirarono attraverso la giungla.
Solamente la Royal Australian Air Force aveva predisposto dei piani di evacuazione, e il suo personale fu evacuato con degli idrovolanti. I soldati australiani restarono per diverse settimane nella vasta giungla dell'interno, ma la Lark Force non aveva predisposto alcuna misura per condurre una guerriglia sull'isola, e la mancanza assoluta di rifornimenti indebolì ben presto la capacità operativa e la stessa integrità fisica di quei soldati.
I giapponesi lanciarono una gran quantità di volantini con stampata la frase in inglese: "you can find neither food nor way of escape in this island and you will only die of hunger unless you surrender". ("non troverete cibo o vie di fuga su questa isola, morirete solamente di fame se non vi arrenderete").
La maggior parte dei soldati australiani furono catturati o si arresero nelle settimane seguenti.
Dall'isola di Nuova Guinea, alcuni civili e ufficiali australiani misero in piedi una missione di salvataggio non ufficiale, e tra marzo e maggio circa 450 tra soldati e civili furono evacuati dalla Nuova Britannia

## Sviluppi e conseguenze
Rabaul divenne la principale base giapponese in Nuova Guinea. Australiani e statunitensi tentarono subito di ritardare l'ampliamento delle sue infrastrutture con una serie di attacchi aerei nel febbraio e marzo 1942. Dei nuclei della Lark Force rimasero a lungo in Nuova Britannia e, spesso in cooperazione con gli isolani, condussero operazioni di guerriglia contro le forze occupanti giapponesi.
Il 1º luglio almeno 800 prigionieri di guerra, militari e civili, morirono quando la nave che li stava trasportando in Giappone, la  Montevideo Maru, fu affondata nelle acque a nord di Luzon dal sommergibile americano Sturgeon (SS 187).

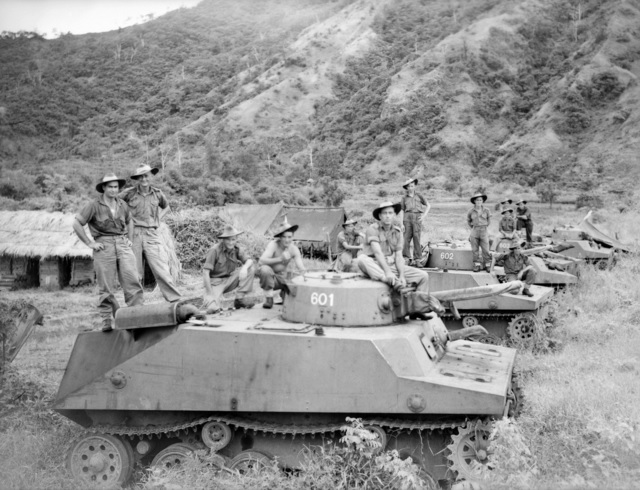
Soldati australiani durante la campagna di riconquista dell'isola nel 1945

La controffensiva alleata nel Sud Pacifico portò la 1st Marine Division a sbarcare sull'isola di Nuova Britannia nel dicembre 1943. Dopo aver sconfitto i giapponesi nella battaglia di Capo Gloucester, le forze alleate (comprendenti reparti statunitensi, australiani e neo zelandesi) iniziarono una lunga e difficile campagna per riconquistare l'isola e la città di Rabaul, che rimase però in mano ai giapponesi fino alla resa finale dell'agosto 1945.

### Le esecuzioni alla piantagione Tol
Dei circa 1 050 australiani presi prigionieri, 130 furono assassinati il 4 febbraio 1942. Sei uomini sopravvissero a queste uccisioni e più tardi raccontarono cosa accadde in quei giorni. L'inchiesta del governo australiano stabilì che i prigionieri che si trovavano in marcia nella giungla vicino alla Piantagione Tol furono divisi in piccoli gruppi, e quindi giustiziati a colpi di baionetta dai soldati giapponesi. Alla vicina Piantagione di Waitabalo, inoltre, altri 35 australiani prigionieri di guerra vennero fucilati. L'inchiesta individuò nel colonnello Masao Kusunose l'ufficiale maggiormente responsabile per queste uccisioni. Il colonnello Kusunose, in seguito, si tolse la vita.